# IC 5076
IC 5076 (nota anche come vdB 137) è una nebulosa a riflessione visibile nella costellazione del Cigno.
Si individua nella parte settentrionale della costellazione, circa 2° a nord della parte centrale della Nebulosa Nord America; il periodo più indicato per la sua osservazione nel cielo serale ricade fra i mesi di giugno e novembre ed è notevolmente facilitata per osservatori posti nelle regioni dell'emisfero boreale terrestre.
La nebulosa è legata alla stella HD 199478, una supergigante blu di classe spettrale B8Iae con forti linee di emissione peculiari al punto da essere classificata come stella Be; la sua magnitudine apparente è pari a 5,73 ed essendo una variabile pulsante (sigla V2140 Cygni) mostra delle variazioni di luminosità dell'ordine delle 0,1 magnitudini. La sua distanza sarebbe pari a 1750 parsec (5700 anni luce), trovandosi così nella medesima regione galattica del grande complesso nebuloso di Cygnus X assieme al vicino ammasso aperto NGC 6910, visibile pochi primi a sud della nebulosa.